# 桑德內塞特角
71°39′S 9°33′E / 71.650°S 9.550°E
桑德內塞特角（英語：Sandneset Point）是南極洲的海岬，位於毛德皇后地的阿斯特里德公主海岸，屬於康拉德山脈的一部分，由德國探險隊發現和拍攝照片，現時由南極條約體系管理。